# Bandera Roja (Puerto Rico)
Bandera Roja es un periódico de línea editorial socialista de Puerto Rico que se ha publicado en forma impresa desde 1975 cuando era el órgano informativo del Movimiento Socialista Popular y en forma en-línea (Bandera Roja En Línea) desde 1997. Circula gratuitamente entre miles de trabajadores, estudiantes y gente pobre mediante el esfuerzo voluntario de militantes de "izquierda", colaboradores y amigos. Es producido por el Movimiento Socialista de Trabajadoras y Trabajadores (MST).